# Рожковани
Рожковани (словац. Rožkovany) — село в Словаччині, Сабинівському окрузі Пряшівського краю.
Уперше згадується у 1330 році.
У селі є римо—католицький костел з 1858 року в стилі класицизму.

## Географія
Розташоване в північно-східній частині Словаччини на північно-східних схилахШариської височини в Шариській долині. Протікає Мильпошський потік.

## Населення
| Рік:            | 1994. | 2004.    | 2014.   | 2024.   |
| --------------- | ----- | -------- | ------- | ------- |
| Кількість осіб: | 1150  | 1284     | 1331    | 1322    |
| Різниця:        |       | +11,65 % | +3,66 % | -0,67 % |

| Рік:            | 2023. | 2024.   |
| --------------- | ----- | ------- |
| Кількість осіб: | 1323  | 1322    |
| Різниця:        |       | -0,07 % |

У селі проживає 1307 осіб.
Національний склад населення (за даними останнього перепису населення — 2001 року):
- словаки — 99,03 %,
- цигани — 0,40 %,
- чехи — 0,32 %.

Склад населення за приналежністю до релігії станом на 2001 рік:
- римо-католики — 94,03 %,
- греко-католики — 1,21 %,
- протестанти — 0,16 %,
- православні — 0,08 %,
- не вважають себе вірянами або не належать до жодної вищезгаданої конфесії — 4,52 %.